# Prosopogmus punctifer
Prosopogmus punctifer is een keversoort uit de familie van de loopkevers (Carabidae). De wetenschappelijke naam van de soort is voor het eerst geldig gepubliceerd in 1920 door Sloane.